# William Prout
William Prout (født 15. januar 1785, død 9. april 1850) FRS var en engelsk kemiker, læge og naturlig teolog. Han huskes i dag hovedsageligt for at have lagt navn til Prouts hypotese.